# Be Careful With My Heart
Be Careful With My Heart är en filippinsk TV-serie som sändes på ABS-CBN från 9 juli 2012 till 28 november 2014 med Jodi Sta. Maria och Richard Yap i huvudrollerna.

## Rollista (i urval)
- Jodi Sta. Maria - Maya dela Rosa-Lim
- Richard Yap - Richard "Ser Chief" Lim